# 垃圾鴿
垃圾鴿（Trash Doves）是一個網路迷因，源自於2016年由西華勒（Syd Weiler）設計的、以紫色鴿子為主題的主題貼圖。貼圖中最顯著的是一個紫色鴿子上下搖晃頭部的GIF。不久之後、它於2017年1月在社群網站Facebook上公開，並迅速成為網路迷因。

## 歷史

### 設計與發布
西華勒是美國佛羅里達州薩拉索塔出身、使用Adobe Creative的藝術家，她在2016年9月於iOS App Store上發表了自己設計的首款鴿子貼圖。西華勒表示，這是她參觀明尼亞波利斯時產生的靈感，她說：「我坐在池塘旁……那裡只有鴿子而且到處都是，我先前沒考慮過鴿子，牠們是有趣的鳥兒，閃閃發亮、色彩斑斕，牠們四處尋找食物。所以我設計的貼圖就像這樣，但這些鴿子吃垃圾。」
西華勒將她製作貼圖的過程放到Twitch頻道上。貼圖集裡的每張貼圖都有一隻紫色的鴿子，各有不同樣式。在她的Twitch直播結束之後，她將這些貼圖發布到 iOS10 iMessage貼圖商店上。
2016年12月， Facebook連絡西華勒，希望她能授權這些貼圖在Facebook Messenger上使用，在2017年1月31日，這些貼圖首次於Facebook亮相，其中包括一隻上下搖晃頭部的鴿子動態貼圖。
這些貼圖可以張貼在Facebook的即時訊息或評論上，也可以張貼在Telegram上。

### 網路爆紅
2017年2月7日，一位泰國的Facebook使用者在其頁面發布了一段影片，影片裡包括一段上下搖晃頭部的鴿子與跳舞的空幹貓相結合的畫面，該影片在短短幾天內獲得了超過350萬的觀看次數。華勒對影片的評語是：「我覺得這真的很有趣，我看到那畫面時、除了笑之外什麼也辦不到。」美國佛羅里達州薩拉索塔當地媒體稱泰國對這項網路迷因的使用是「一種文化笑話」，泰國報紙《Khao Sod》還指出泰語的「鳥」，「nok」也被用來描述「與愛情無緣的單身人士」，進而增加其幽默。在次個週末，這股風潮吹到英語地區，英語使用者在Facebook的留言裡大量發送這隻搖頭晃腦的垃圾鴿。.
這個網路迷因也在Facebook以外的社群媒體，如 YouTube上流傳一些網際網路使用者創作了自己的版本，例如與灑鹽大廚結合 、實體化的玩具鴿。
與Pepe青蛙相似，這個貼圖被4chan一些用戶做為另類右派的象徵，產生了將鴿子與納粹符號結合的圖片，並將之解釋為埃及神祇托特的轉世「Kek」。 
網路媒體《The Daily Dot》指出，「如同4chan上的許多風潮，要判斷這一切是否是諷刺性的並不容易，最可能的情況是，如同白人優越主義傾向一樣，一開始是一個笑話、但最終弄假成真。在Facebook群組裡轉發這隻鳥的圖像，可能是法西斯主義者進行的低調宣傳，不過更普遍的用法是正常且無辜的。」

## 反響
對於自己的作品在2017年2月成為網路迷因後，西華勒表示「這是我無法預料的，不過它帶給我很多快樂」並對此表示「我的看法是正面的，因為我創作的事物能讓人歡笑。每當我看到大家發送這些垃圾鴿貼圖時，我都為大家對它的喜愛感到高興。」不過她也說：「我是個安靜的室內派，我喜歡坐在我的辦公桌前畫畫、玩電子遊戲，但一夜之間受到這麼多關注……我甚至收到了指責與威脅，人們對於自己從沒見過的人竟然能口出此言，這讓我感到很驚訝。」
美國媒體《The Verge》的Kaitlyn Tiffany 認為貼圖裡的鴿子「很可愛」，在形成網路迷因後，《紐約》雜誌 的Madison Malone Kircher分析：「在垃圾鴿的盛行持續一個星期後，開始進入了反彈期。有些人已經被滿坑滿谷的垃圾鴿評論所激怒，更有人建議Facebook應該禁止它。」